# Vassända församling
Vassända församling var en församling i Skara stift i nuvarande Vänersborgs kommun. Församlingen uppgick 1888 i Vassända-Naglums församling.

## Administrativ historik
Församlingen har medeltida ursprung. Ur församlingen utbröts omkring 1600 Brätte församling och 1642 Vänersborgs församling.
Församlingen var till 1661 moderförsamling i pastoratet Vassända, Naglum och Ryr som även omfattade Brätte församling från omkring 1600 till 1644 och Vänersborgs församling från 1642. Från 1661 till 1 maj 1888 var församlingen annexförsamling i pastoratet Vänersborg, Vassändan, Naglum och (Väne-)Ryr. Församlingen uppgick 1888 i Vassända-Naglums församling.

## Organister
| Period    | Namn         | Levnadstid | Övrigt   |
| --------- | ------------ | ---------- | -------- |
| 1824–1867 | Johan Moberg | 1803–1867  | Organist |

## Kyrkobyggnader
- Vassända-Naglums kyrka

### Fotnoter
1. ↑  ”Förteckning (Sveriges församlingar genom tiderna)”. Skatteverket. 1989. http://www.skatteverket.se/privat/folkbokforing/omfolkbokforing/folkbokforingigaridag/sverigesforsamlingargenomtiderna/forteckning.4.18e1b10334ebe8bc80003999.html. Läst 17 december 2013.